# Joseph Bonaventura Comitti
Joseph Bonaventura Comitti (* 9. April 1808 in Bad Brückenau; † 31. August 1864 in Hünfeld) war ein deutscher Bürgermeister und Mitglied der Zweiten Kammer der kurhessischen Ständeversammlung.

## Leben
Joseph Bonaventura Comitti war Chevaulegeroffizier im bayerischen Heer und wurde später Posthalter und Postmeister in Hünfeld. Dort übernahm er das Amt des Bürgermeisters.
In dieser Funktion hatte von 1855 bis 1863 ein Mandat für den kurhessischen Landtag, gewählt für Hünfeld (Land).
Am 9. April 1839 hatte er in Hünfeld Katharina Josepha Marschall geheiratet.